# Canada aux Jeux paralympiques d'été de 1972
Le Canada a participé aux Jeux paralympiques d'été de 1972 à Heidelberg en Allemagne de l'Ouest. Il s'agit de la deuxième participation du Canada aux Jeux paralympiques d'été. 40 athlètes représentent le pays .

## Nombre d’athlètes qualifiés par sport
| Sport            | Hommes                 | Femmes                 | Total |
| ---------------- | ---------------------- | ---------------------- | ----- |
| Athlétisme       | 23                     | 12                     | 35    |
| Basket-ball      | Non qualifié           | Non qualifié           | 0     |
| Boulingrin       | Non qualifié           | Non qualifié           | 0     |
| Dartchery        | Non qualifié           | Non qualifié           | 0     |
| Escrime          | Non qualifié           | Non qualifié           | 0     |
| Force athlétique | Non qualifié           | Non qualifié           | 0     |
| Goalball         | Sport de démonstration | Sport de démonstration | 0     |
| Natation         | 9                      | 5                      | 14    |
| Snooker          | Non qualifié           | Non qualifié           | 0     |
| Tennis de table  | 2                      | 2                      | 4     |
| Tir à l'arc      | 5                      | 1                      | 6     |
| Total            | 39                     | 20                     | 40    |

Note : Le nombre total peut différer. Certains athlètes ont participé dans plusieurs disciplines. Le total d'athlètes canadien est de 40.